# إسماعيل بن شديد الحرفوش

الأمير إسماعيل بن شديد الحرفوش الخزاعي (1712م-1733م)
الأمير إسماعيل بن الأمير شديد الحرفوشي الخزاعي هو من أمراء آل حرفوش المشهورين حكام بلاد بعلبك" الذين ينتهي نسبهم إلى حرفوش الخزاعي، من خزاعة العراق، سار جدهم مع سرايا الفتوح واستقر في غوطة دمشق. ولما توجه أبو عبيدة بن الجراح إلى بعلبك عقد للخزاعي راية بقيادة فرقة، ويبدو أن السكنى حلت له في بعلبك فأقام مع رافع السهمي يدرأ عنها أخطار الروم". حيث قال عنهم السيد محسن الأمين في أعيانه الجزء السابع ص 272 ما نصه«دانت بعلبك وقراها بعد ذلك لحكم الامراء بني الحرفوش وهم عائلة من الشيعة كانوا من الباس والسطوة والفروسية في مكان عظيم». هذه العائلة «التي يعتبر تاريخها وأخبارها حافلة بالأحداث والنزاعات والثورات والحروب والخطوب التي لازمت مسيرتها طيلة القرون العديدة التي بقيت تلعب الدور المحوري والأساسي في مناطق نفوذها الممتدة من حماة حتى صفد، وتمارس تأثيراً مباشراً في ولايات حلب ودمشق وطرابلس». وقد روى القاضي والأديب والمؤرخ حسن الأمين تاريخ آل حرفوش ضمن حلقات بثها تليفويون المنار «القاضي حسن الأمين يروي آل حرفوش بعلبك -على اليوتيوب»

## وصوله للحكم
خلف إسماعيل حسيناً وشيد داراً للإمارة كما يفيد تاريخ رواه المعلوف عن الخوري نقولا الصائغ وعنه هذا البيت من الشعر:
في تاريخ بعلبك أنه تولى امارة بعلبك بعد ابن عمه الأمير حسين الذي قتل سنة 1724 م 1139 ه‍ ثم تولى بعده إبنه الأمير حيدر الحرفوشي ثم إبنه الأمير حسين اللذان تناوبا على الإمارة إلى أن قتل حسين فحكم من بعده حيدر، ضبط الأمير إسماعيل ابن الأمير شديد الحرفوشي مدينة بعلبك وايالتها من قبل والي طرابلس بمقطوع مائة كيس وهي خمسون ألف قرش.
وتروي الوثاثق العثمانية الكثير من أخبار علاقته المتوترة مع الدولة التي يغيب معظمها عن المصادر المكتوبة والتي بقيت مجهولة إلى وقت قريب.

## أحواله
في سنة 1719 م قام إسماعيل بدعم حملة الحج الشامية، بوحدة من 200 جمل وعدد من الحراس المزودين بالبنادق. وفي رواية أخرى:
جاء في كتاب حوادث حمص اليومية حوادث السنة الثانية والثلاثون 1131هـ/ 1718- 1719م، بعضاً عن أحوال الأمير إسماعيل:
«في آخر شهر رمضان وفيه جاء خبر عن الأمير إسماعيل ابن حرفوش بأنه راح إلى الحج بمائتين جمل، وبمائتين قواس بالبندق والسلاح».
كما جاء في حوادث السنة الرابعة والثلاثون 1133هـ/ 1720-1721م «وكان أول شهر ذي القعدة الحرام نهار الإثنين، وفيه راح أحمد القاروط إلى عند الأمير إسماعيل ابن حرفوش».
 ويستدل من هذه الحوادث التالي:
1. إن آل حرفوش كان لهم حضور سياسي واجتماعي بارز في المنطقة من بعلبك والبقاع حتى حمص وجوارها، وما يؤكد ذلك أنه في عام 1756 تولى حيدر بن إسماعيل الحرفوش التزام الهرمل في البقاع الشمالي بالإضافة لحكمه لبعلبك والبقاع كما جاء في كتاب ستيفان ونتر، الإمارات الشيعية في سوريا العثمانية، ص 224.
2. إن هذه الرواية تعطي صورة عن هيئة تشكيل حملة الأمير إسماعيل للحج من حيث عدد الحراس وتسليحهم.
3. إن رحلة الذهاب للحج من هذه المنطقة كانت تتم براً وعلى ظهور الجمال، وتستغرق حوالي الشهرين.
4. حِرصْ الأمير إسماعيل على أداء مناسك الحج.

ولكن علاقته الحسنة مع السلطات لم تعمر طويلا، ربما بتأثير من ثورة حليفه وصديقه إسماعيل حمادة في جبل لبنان، كما يفيد هذا الأمر السلطاني المؤرخ في آب 1722م:
«إن إسماعيل حمادة تمرد ورفض عقد الالتزام على جبيل وأثار معظم رعيتها، وأرسلهم إلى أراضي (القزلباش) إسماعيل الحرفوش في مقاطعة بعلبك».
ولكن هذا (القزلباش) إسماعيل الحرفوش استمر في الحكم طويلا بعد ذلك، وعادت الدولة لتستنجد به لرد غارات العرب والأكراد والتركمان الذين يهاجمون بعض القرى ويسببون التماسات ومناشدات بالتدخل تصل إلى إسطمبول من الشخصيات الدينية المحترمة في بعلبك. في حزيران 1729م تمرد أحد الحرافشة على الدولة، وسطا على قافلة من عشرين جملا وعشرين بغلا قادمة من دمشق، وأسر تجارها وحراسها وسجنهم في قرية مضايا في مقاطعة الزبداني، فألقى والي صيدا المكلف بمتابعة هذه الحادثة اللوم على الأمير إسماعيل لتقصيره في حفظ الأمن في مقاطعته، وكان هذا الحادث مقدمة لتوتر العلاقات مجددا بينه وبين إسطمبول، فأرسلت له في كانون الأول في العام نفسه إنذاراً خطيراً تتهمه فيه بالأخلال بالأمن في بيروت وضواحيها وتقديم الحماية والمأوى إلى الخارجين عن القانون في سائر مدن الشام، وعدم تنفيذ أوامر السلطان.

«إن المبعوث الإمبراطوري جاء إلى بعلبك فوجد هذه العصابات هناك. ولما أظهر للتو الأمر الإمبراطوري يطلبهم. قلت بفظاظة: إنهم طلبوا تحت حمايتي. ولم تسلمهم إلى المبعوث، وأعادته خاوي اليدين. إنك سوف تحاسب على هذا الفعل وتؤدب عندما يصلك هذا الأمر الإمبراطوري، سلمهم إلى مبعوثنا. إياك أن تحمي أو تستضيف اللصوص الهاربين من دمشق أو صيدا أو بيروت أو طرابلس أو حمص أو حماه».

في سنة 1731 كان لا يزال في منصبه كما يفيد عقد زراعي، حول قرية اللبوة محفوظ في محكمة دمشق الشرعية على الرغم من أمر سلطاني صدر إلى والي دمشق معددا مظالمه وجرائمه ووجوب عزله عن منطقة بعلبك وقتله لأنه رافضي المذهب.

كما وصل في نفس الوقت أمر آخر إلى والي طرابلس يتضمن الأحكام نفسها خوفاً من التجائه إلى حلفائه في هذه الولاية. ويشير إلى الفتوى الشريفة التي تقضي بقتل هذا النوع من الناس، إشارة إلى فتوى أبو السعود أفندي بوجوب قتل الروافض والقزلباش وأن إسماعيل يجب أن يقتل لأنه شيعي هرطوقي.

ويفهم من الإنذار الذي وجه له والذي يتهمه بالإخلال بالأمن في بيروت وضواحيها وسائر مدن الشام، بأن بيروت وضواحيها كانت ضمن مناطق حكمه ونفوذه، وهذا الأمر طبعاً يتفق مع أبسط مبادئ التنظيم ألا وهي تساوي السلطة مع المسؤولية، ولا نعلم لماذا تجاهل المؤرخون هذه الحادثة الموثقة عند ذكر تاريخ آل حرفوش؟؟ وإلا لماذا يحاسب على أمر لا يدخل ضمن نطاق سلطته؟

وإذا استطعنا أن نقفز فوق هذه الحادثة فماذا نقول أمام هذا الحكم إلى والي طرابلس بتاريخ 18 صفر 1002/ 13 تشرين الثاني 1593 والذي ورد فيه: 
| إسماعيل بن شديد الحرفوش | لقد أرسل وزيري إبراهيم باشا دام مجده، رسولا إلى سدة سعادتي. وقد أفاد أن الأمير علي بن الحرفوش قد اشترى سابقاً حماماً في مدينة بيروت بمبلغ 8500 قطعة ذهبية من الأمير سيف الدين، وقد أتم الثاني البيع وتسلم المبلغ بالكامل ...إلخ | إسماعيل بن شديد الحرفوش |

 أليس هذا الحكم هو الحجر الذي يفك هذا اللغز وهذا التاريخ المغيب.

## مقتله
لم يكن القبض على إسماعيل مسألة سهلة على الدولة فلجأت إلى الخديعة والمكر وبذلت له الأمان فلما وثق بعهدها قتلته سنة 1733م بتهمة الرفض.
| إسماعيل بن شديد الحرفوش | آخر شوال ورد قتل الأمير إسماعيل الحرفوش في بعلبك، قتله إبراهيم الكردي كافل محروسة طرابلس، وكان أمنه حتى حضر ثم حبسه، ونعم ما صنعه (سنة 1147). | إسماعيل بن شديد الحرفوش |